# گوی‌روجوک
گوی‌روجوک (به لاتین: Göyrücük یا Göyrüclük) یک منطقه مسکونی در جمهوری آذربایجان است که در شهرستان بالاکن واقع شده است.